# Simon McTavish
Simon McTavish (circa 1750 - 6 juillet 1804) est un entrepreneur canadien d'origine écossaise et un homme d'affaires influent au Canada durant la deuxième moitié du XVIIIe siècle.

## Biographie

### Origines
Né près du Loch Ness, à Inverness, son père a été un lieutenant des Frasers's Highlanders, une unité écossaise envoyée en Amérique du Nord durant la guerre de Sept Ans.
Bien que sa famille fût bien établie dans les Highlands, les perspectives là-bas étaient pauvres. En 1764, à l'âge de 13 ans, le jeune Simon accompagna sa sœur et son beau-frère à la colonie de New York. Une fois sur place, il vit rapidement l'occasion offerte par la traite des fourrures à Détroit, fit quelques contacts, et à partir de 1769, devint actif dans l'industrie.

### Traite des fourrures
Les années suivantes, McTavish prospéra dans la traite des fourrures. En 1773, avec un nouveau partenaire, James Bannerman, il étendit ses activités jusqu'au Grand Portage sur le lac Supérieur. À cet important poste de traite, il comprit qu'il aurait accès à des pelleteries en plus grande quantité et de meilleure qualité dans le froid climat au nord des Grands Lacs.
Alors qu'en ce temps-là la Compagnie de la Baie d'Hudson contrôlait les abords du nord-ouest de la trappe des fourrures, il y avait une route relativement lucrative de Montréal vers l'ouest via la rivière des Outaouais passant à travers la Baie Georgienne, la région des Grands Lacs et au Manitoba. La grande partie du commerce à Grand Portage passa par Montréal.
En 1775-76, McTavish eut la bonne idée d'hiverner à Détroit. Bien approvisionné en biens de commerce pour la saison à venir. L'armée continentale américaine occupa Montréal cet hiver-là, prévenant les commerçants de Montréal de venir prendre leurs biens au Grand Portage à l'été 1776. McTavish, avec peu de compétition, fut à même d'obtenir une grande part des fourrures cet été-là, qu'il prit pour aller vendre en Angleterre à haut prix. En même temps, les Américains se retirèrent du Canada, et McTavish transféra ses activités à Montréal.

### Compagnie du Nord-Ouest
Il continua à faire commerce à son compte durant la guerre d'indépendance, fournissant des biens à la fois à Grand Portage et à Détroit, et spéculant dans le rhum pour les soldats britanniques à Détroit et Niagara. À la fin de la guerre, il était à même de réunir un groupe d'investisseurs et de trappeurs explorateurs pour créer la Compagnie du Nord-Ouest. Avec les frères Frobisher, il était propriétaire de 37,5 % des actions de la compagnie et à la mort de Benjamin Frobisher en 1787, McTavish devint l'homme chargé de l'affaire.
Une restructuration de la compagnie quelques mois plus tard permit à McTavish de contrôler 11 des 20 actions de la compagnie. Plus important encore, il était partenaire d'une nouvelle firme montréalaise, McTavish, Frobisher and Company, qui importait les biens pour la Compagnie du Nord-Ouest et exportait ses fourrures pour le marché de Londres, prenant des commissions sur toutes les transactions. L'intégration verticale de l'entreprise fut étendue en 1792, quand la firme de McTavish, Fraser and Company fut établie à Londres même, pour se procurer des biens à la source et y vendre les fourrures. De son quartier général à Montréal, durant les 16 années subséquentes, McTavish construisit un empire commercial qui s'étendait des côtes du Labrador aux Montagnes Rocheuses et McTavish lui-même devenait un homme riche.

### Mariage
En octobre 1793, Simon McTavish se marie à Marie-Marguerite Chaboillez, fille d'un commerçant français établi. Tout de suite après son mariage, ils déménagèrent à Londres où McTavish espérait vivre en permanence. Ils retournèrent cependant au Canada au printemps 1795; Marie-Marguerite étant apparemment sérieusement déprimée. Le couple eut six enfants. Deux d'eutre-eux moururent en bas âge, les autres durant leur vingtaine.

### Clan McTavish

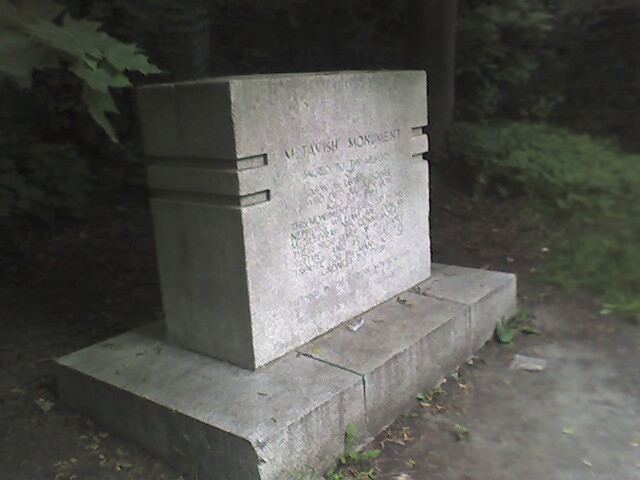
Monument McTavish au Parc du Mont-Royal : « McTAVISH MONUMENT SACRED TO THE MEMORY OF SIMON McTAVISH ESQUIRE WHO DIED JULY 6TH 1804 AGED 54 YEARS. THIS MONUMENT IS ERECTED BY HIS NEPHEWS WILLIAM AND DUNCAN TO COMMEMORATE THEIR HIGH SENSE OF HIS MANLY VIRTUE AND AS A GRATEFUL TRIBUTE FOR HIS MANY ACTS OF KINDNESS TO THEM. Restored by the City of Montreal 1942. »

Pendant son séjour en Grande-Bretagne, Simon McTavish s'est lié d'amitié avec le chef du clan McTavish. À sa mort, Simon prit l'un de ses fils au sein de la Compagnie du Nord-Ouest. En 1799, McTavish fit quelque chose qui lui procura une satisfaction personnelle : l'acquisition du domaine de Dunardary dans le North Knapdale en Argyll qui avait été la maison du chef du clan McTavish (MacTavish) plusieurs centaines d'années. Alors que la famille propre de Simon avait été plutôt intimement liée au clan Fraser, il pensait que ses ancêtres étaient une branche du clan McTavish de Dunardary qui s'est établie à Stratherrick quelques générations auparavant.

### Seigneurie de Terrebonne
En tant qu'homme d'affaires d'envergure, McTavish vit le besoin d'industrialisation de Montréal. En même temps, il reconnaissait que ce besoin présentait une occasion de s'enrichir davantage. En 1802, il acheta la seigneurie de Terrebonne où il construisit deux moulins à farine et une boulangerie et établit un scierie, encourageant d'autres entrepreneurs à ouvrir des manufactures de barils en bois.

### Décès
Simon McTavish mourut à Montréal en 1804. Selon ses vœux, on distribua ses avoirs à de nombreuses personnes, tant à l'Hôtel-Dieu de Montréal et l'hôpital général de Montréal.

## Honneur
La rue McTavish, bordant l'Université McGill à l'ouest, fut nommée en son honneur.